# اسکات استپ
اسکات استپ (انگلیسی: Scott Stapp؛ زادهٔ ۸ اوت ۱۹۷۳) یک موسیقی‌دان و ترانه سرا اهل ایالات متحده آمریکا و خواننده اصلی گروه راک آمریکایی کرید است.